# Godofredo de Altavilla

Escudo de armas de la casa de Altavilla.

Godfredo de Altavilla (?-ca. 1071) fue un líder militar normando, el segundo hijo de Tancredo de Altavilla con su primera esposa Muriella. Se unió a sus hermanos en el Mezzogiorno alrededor del año 1053, junto con sus hermanastros Mauger y Guillermo. Estuvo presente con certeza en la batalla de Civitate de ese mismo año.
Ese año, Hunifredo de Altavilla, su hermano y conde de Apulia, otorgó a Mauger y a Guillermo el Capitanato y el Principado, respectivamente, junto con el título de condes. Cuando Mauger murió esa década (en 1054, según Godfredo Malaterra), el condado pasó a Guillermo, que se lo dio a Godfredo. En 1059, su hermano Roberto Guiscardo, sucesor de Hunifredo, le ayudó a terminar con una revuelta en el Capitanato. También gobernó en la región circundante a Loritello, dónde su hijo Roberto sería investido como conde, y expandió sus dominios a costa de los estados papales, conquistando Gissi y el Abruzzi. Su muerte es materia de debate: El Breve chronicon Northmannicum establece, citando a Godfredo Malaterra, que murió en 1063, pero puede que el cronista confundiera a varios Godfredos del periodo. Probablemente murió circa 1071.
Contrajo matrimonio en Normandía, y tuvo tres hijos de esa unión: el ya citado Roberto; Raúl, que heredó Catanzaro; y Guillermo, que heredó Tiriolo. En el Mezzogiorno volvió a casarse, como su hermano mayor Guillermo Brazo de Hierro, con una de las sobrinas del príncipe Guaimario IV de Salerno, Teodora de Capaccio, hija de Pandulfo, señor de Capaccio, y hermano de Guaimario. De este segundo matrimonio nació al menos un hijo, llamado Tancredo, del que aparecen registros históricos en 1103 y 1104.